# Seaview Point (hrabstwo Pictou)
Seaview Point (do 13 września 1974 Grave Point) – przylądek (point) w kanadyjskiej prowincji Nowa Szkocja, w hrabstwie Pictou (45°41′04″N, 62°41′07″W), wysunięty w zatokę Pictou Harbour, na jej północnym brzegu; nazwa Grave Point urzędowo zatwierdzona 8 listopada 1948.